# مارتن هنيج
مارتن هنيج (بالإنجليزية: Martin Henig)‏ هو عالم آثار وقسيس بريطاني، ولد في 22 مارس 1942 في هارو ‏ في المملكة المتحدة.